# Herculano Bandeira
Herculano Bandeira de Melo (Nazaré da Mata, 23 de março de 1850 — Recife, 19 de março de 1916) foi um magistrado e político brasileiro.
Foi deputado provincial  e vereador ainda durante o período imperial. Após a Proclamação da República foi deputado federal durante três legislaturas e senador de 1901 a 1908.

## Vida pública[1]
Herculano Bandeira exerceu alguns cargos eletivos durante sua vida política:
- vereador de Nazaré da Mata (1872-1881);
- deputado provincial (1876-1887);
- constituinte republicano (1891);
- senador estadual (1895);
- deputado federal (três mandatos) (1895-1902);
- senador (1901-1908);

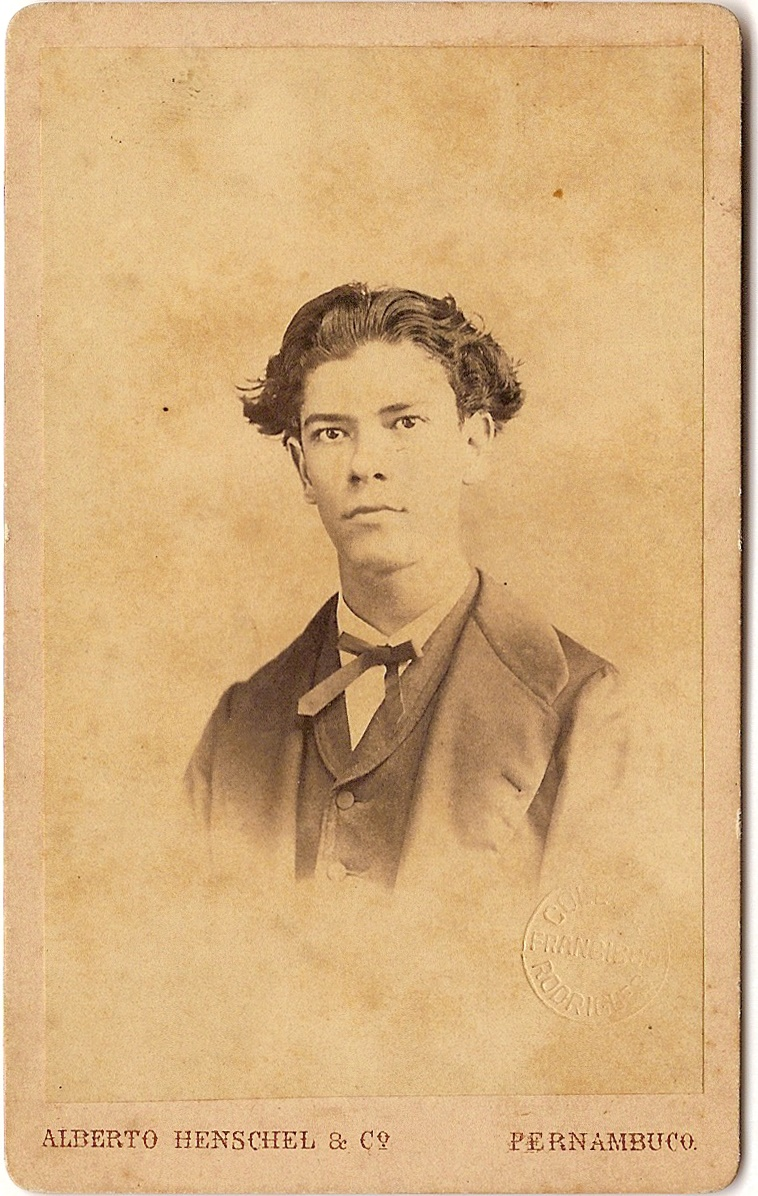
Herculano Bandeira de Melo. Fotografia de Alberto Henschel.

- governador de Pernambuco (1908-1911).

Exerceu, também, o cargo de juiz substituto da comarca Nazaré da Mata (1888), nomeado por Rosa e Silva.